# Brezelkäfer

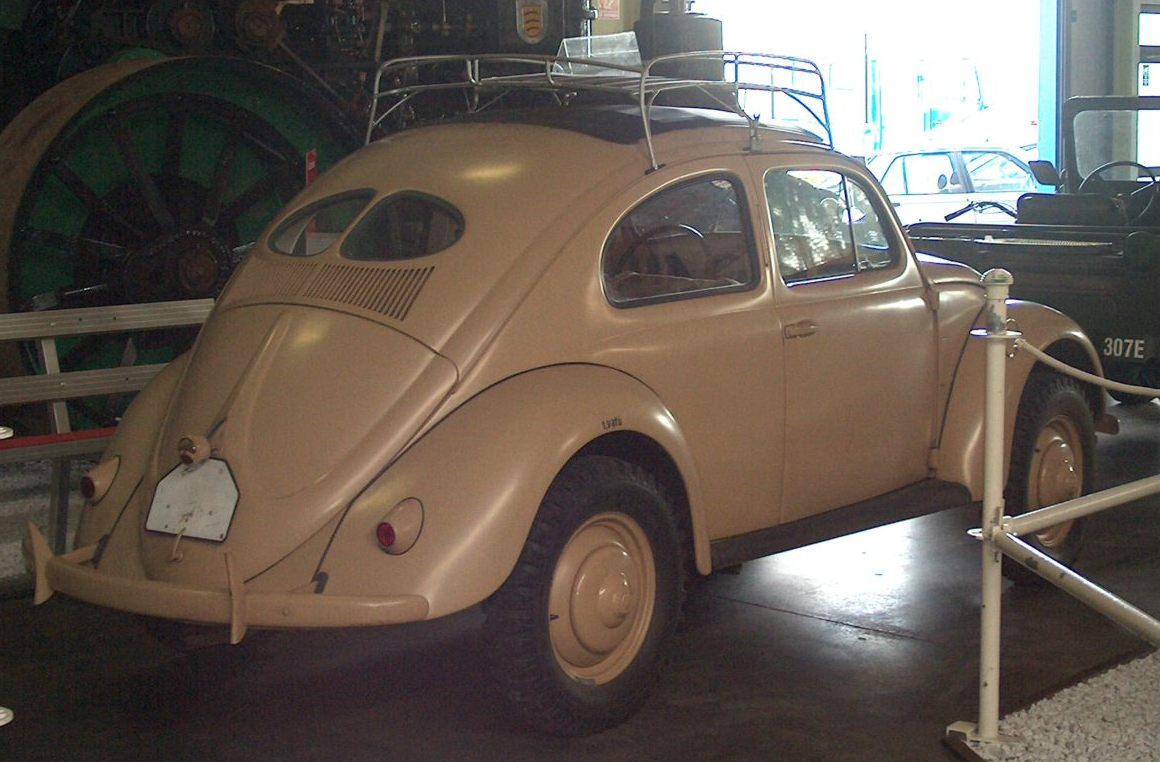
Allrad-Käfer der Wehrmacht mit Brezelfenster

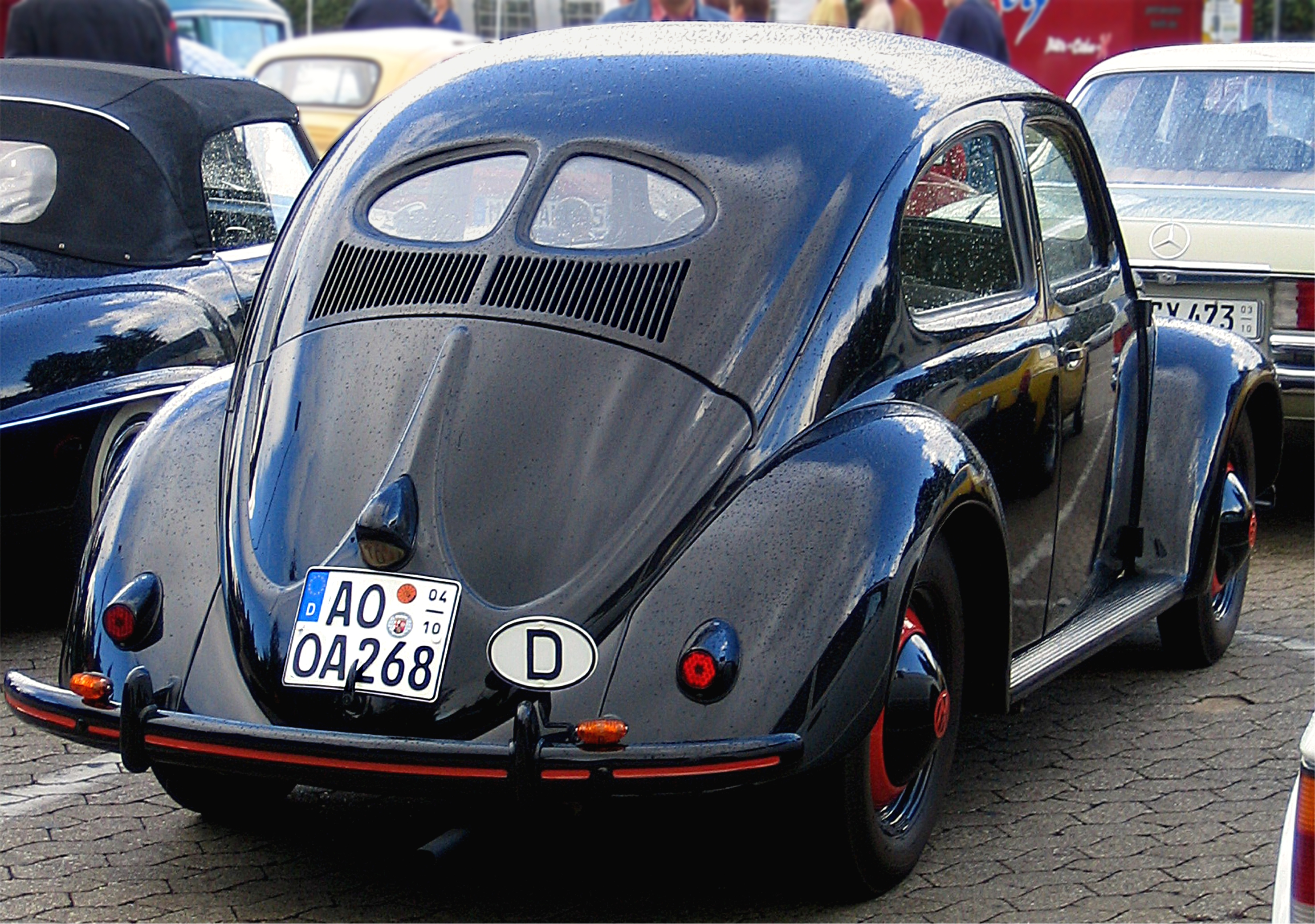
„Brezelkäfer“, Baujahr 1950

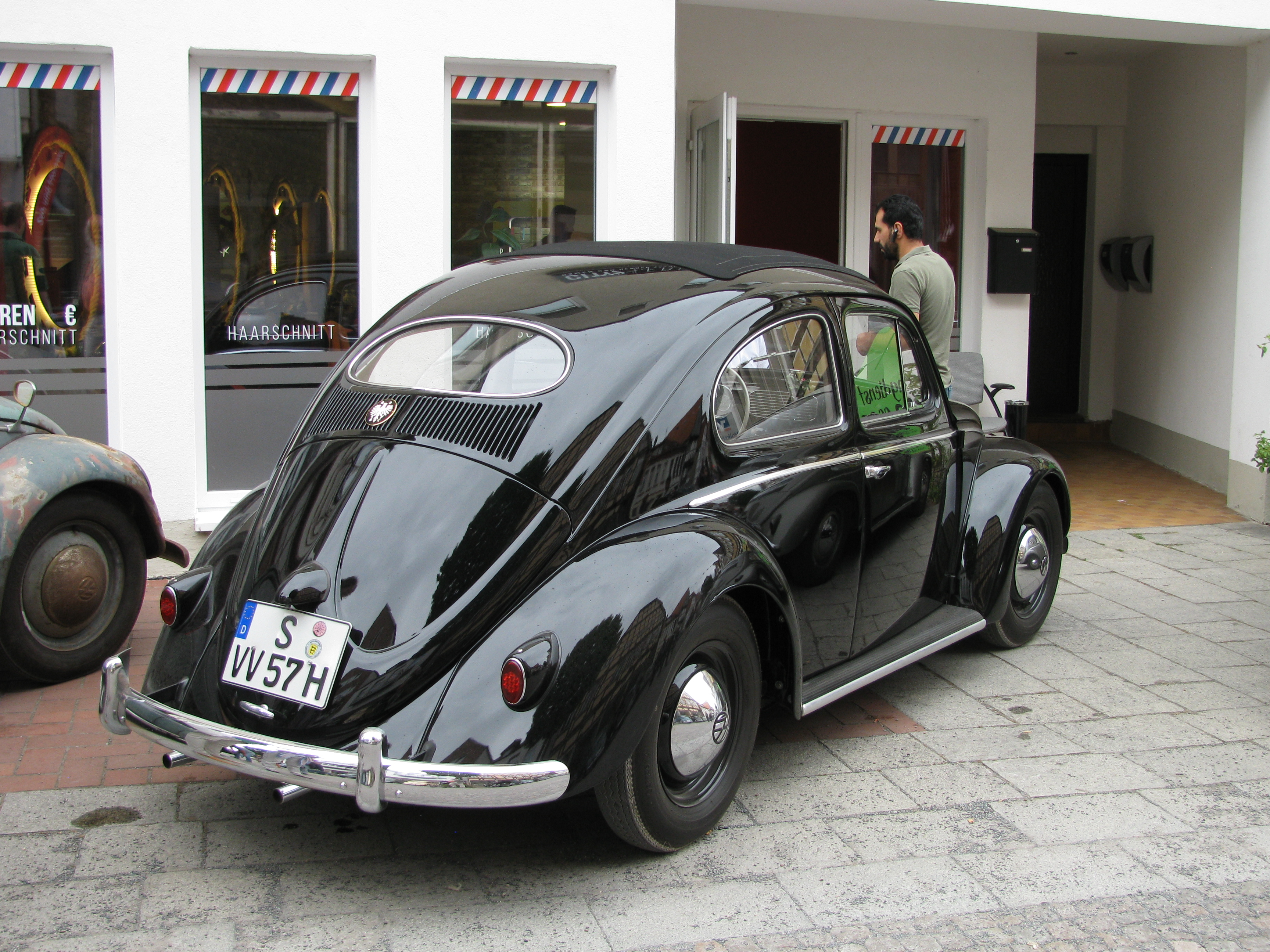
Nachfolger: „Ovali“, ab Mitte Baujahr 1953

„Brezelkäfer“ ist die scherzhafte Bezeichnung für die ersten Versionen des VW Typ 1 bzw. VW Käfer. Der Spitzname entstand rückblickend in Anspielung auf das zweigeteilte kleine Heckfenster mit Mittelsteg, das entfernt an eine Brezel erinnert. Die Teilung des Fensters war nötig, weil in der Entstehungszeit des Volkswagens gebogenes Glas, das sich dem gewölbten Heck angepasst hätte, für einen billigen Kleinwagen zu teuer gewesen wäre. Auch die Frontscheiben fast aller Vorkriegsautos waren plan; manche Wagen hatten zwei Frontscheiben, durch einen Steg geteilt.
Im März 1953 wurde der Mittelsteg entfernt und das bisherige „Brezelfenster“ durch ein einteiliges ovales Heckfenster ersetzt. Die später „Ovali“ genannte Scheibe aus Sicherheitsglas war leicht gewölbt und um 23 % größer als die zwei kleinen Scheiben. Die Zubehörindustrie bot das durchgehende Heckfenster auch zum nachträglichen Einbau in die älteren Modelle an.
Heutzutage werden solche Umbauten aus nostalgischen Gründen wieder zurückgebaut; es gibt Umbausätze, die den vormals herausgeschnittenen Mittelsteg wieder einzuschweißen erlauben.

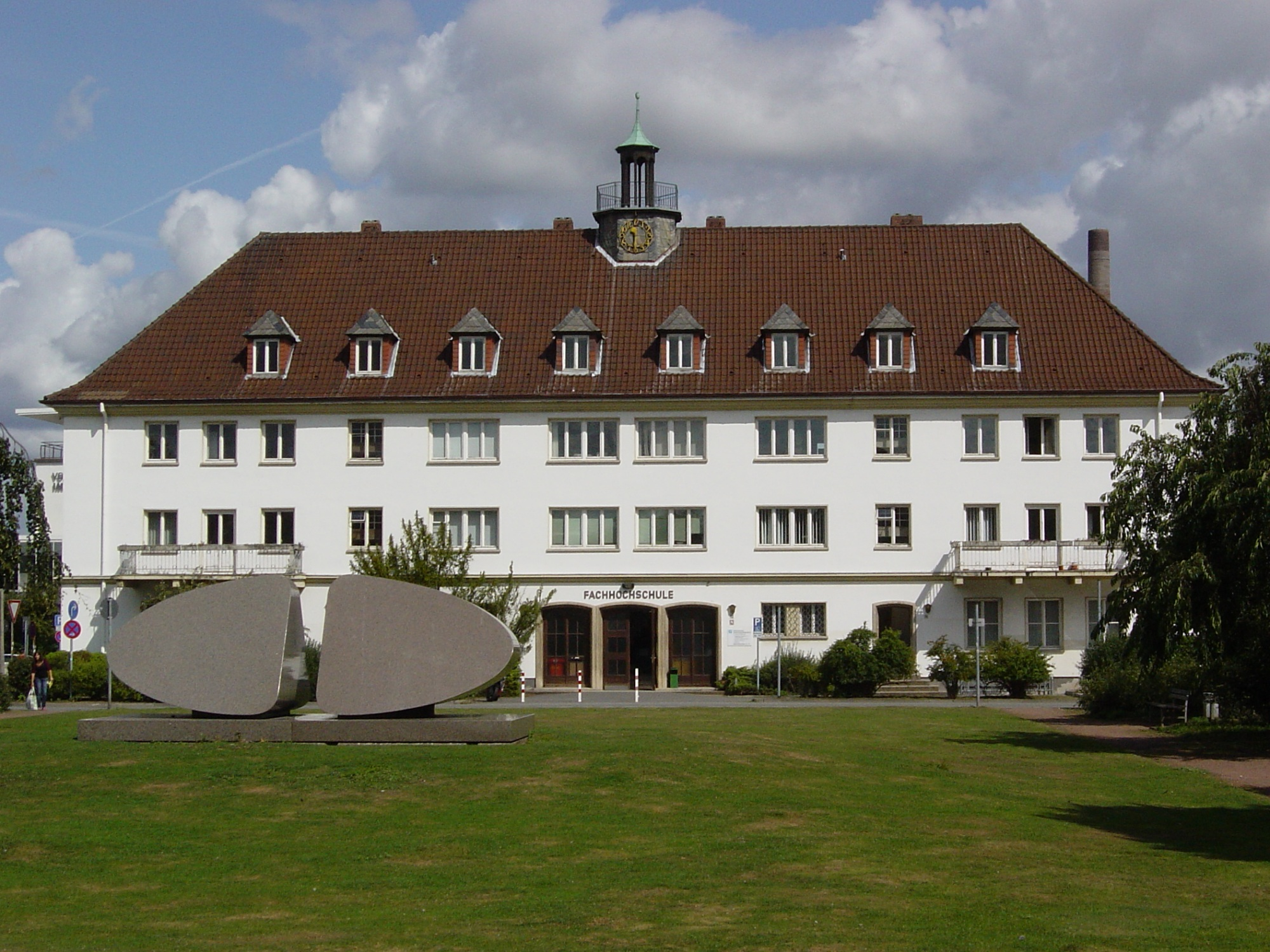
Brezelfenster-Denkmal in Wolfsburg (links im Vordergrund)

Dem Brezelfenster wurde in Wolfsburg, dem Produktionsort des Brezelkäfers, ein Denkmal gesetzt. Diese Skulptur mit dem Titel „Rückblick“ wurde 1988 von Wolfgang Itter aus Königslutter am Elm geschaffen und steht auf dem Robert-Koch-Platz vor dem ehemaligen Gebäude der Volkswagen-Betriebskrankenkasse.